# Кубрат (Болгарія)
Кубра́т (болг. Кубрат) — місто в Разградській області Болгарії. Адміністративний центр общини Кубрат.

## Населення
За даними перепису населення 2011 року у місті проживали 7379 осіб.
Національний склад населення міста:
| Національність   | Кількість осіб | Відсоток |
| ---------------- | -------------- | -------- |
| болгари          | 4288           | 62,2%    |
| турки            | 2013           | 29,2%    |
| цигани           | 432            | 6,3%     |
| інша             | 29             | 0,4%     |
| не визначились   | 131            | 1,9%     |
| Всього відповіли | 6893           |          |

Розподіл населення за віком у 2011 році:
Динаміка населення: